# Метт Нісканен
Метт Нісканен (англ. Matt Niskanen, нар. 6 грудня 1986, Вірджинія) — американський хокеїст, захисник клубу НХЛ «Вашингтон Кепіталс». Гравець збірної команди США.

## Ігрова кар'єра
Хокейну кар'єру розпочав 2005 року виступами за студентську команду «Міннесота-Дулут Бульдогс».
2005 року був обраний на драфті НХЛ під 28-м загальним номером командою «Даллас Старс».
19 березня 2007 року Метт укладає контракт з клубом «Айова Старс».
3 жовтня 2007 дебютує в складі клубу НХЛ «Даллас Старс» у матчі проти «Колорадо Аваланч». Вже через два дні і матчі проти «Бостон Брюїнс» набирає перші два очки зробивши дві результативні передачі. 29 жовтня 2007 в матчі проти «Сан-Хосе Шаркс» відкриває лік своїм закинутим шайбам.
21 лютого 2011 Нісканена разом з Джеймсом Нілом обміняли на гравця «Піттсбург Пінгвінс» Алекса Голігоскі.
У сезоні 2013/14 під час свого останнього року перебування в складі «пінгвінів» захисник встановиви особисті рекорди по набраним очкам 46 (10+36).
1 липня 2014 уклав семирічний контракт з «Вашингтон Кепіталс» на суму $40.25 мільйонів доларів.
У жовтні 2014 року Нісканен провів свій 500-й матч в НХЛ.
У плей-оф сезону 2017/18 відіграв у парі з росіянином Дмитром Орловим. Був лідером «столичних» за числом заблокованих кидків.

## На рівні збірних
Був гравцем молодіжної збірної США, у складі якої брав участь у 7 іграх.
У складі національної збірної США виступив на чемпіонаті світу 2009 та в 2016 році брав участь у Кубку світу.

## Нагороди та досягнення
- Володар Кубка Стенлі в складі «Вашингтон Кепіталс» — 2018.

## Статистика

### Клубні виступи
| Сезон        | Клуб                       | Ліга         | Регулярний сезон | Регулярний сезон | Регулярний сезон | Регулярний сезон | Регулярний сезон | Плей-оф | Плей-оф | Плей-оф | Плей-оф | Плей-оф |
| Сезон        | Клуб                       | Ліга         | І                | Г                | П                | О                | ШХ               | І       | Г       | П       | О       | ШХ      |
| ------------ | -------------------------- | ------------ | ---------------- | ---------------- | ---------------- | ---------------- | ---------------- | ------- | ------- | ------- | ------- | ------- |
| 2005–06      | «Міннесота-Дулут Бульдогс» | НКАА         | 38               | 1                | 13               | 14               | 40               | —       | —       | —       | —       | —       |
| 2006–07      | «Міннесота-Дулут Бульдогс» | НКАА         | 39               | 9                | 22               | 31               | 42               | —       | —       | —       | —       | —       |
| 2006–07      | «Айова Старс»              | АХЛ          | 13               | 0                | 3                | 3                | 6                | 12      | 2       | 5       | 7       | 10      |
| 2007–08      | «Даллас Старс»             | НХЛ          | 78               | 7                | 19               | 26               | 36               | 16      | 0       | 3       | 3       | 10      |
| 2008–09      | «Даллас Старс»             | НХЛ          | 80               | 6                | 29               | 35               | 52               | —       | —       | —       | —       | —       |
| 2009–10      | «Даллас Старс»             | НХЛ          | 74               | 3                | 12               | 15               | 18               | —       | —       | —       | —       | —       |
| 2010–11      | «Даллас Старс»             | НХЛ          | 45               | 0                | 6                | 6                | 30               | —       | —       | —       | —       | —       |
| 2010–11      | «Піттсбург Пінгвінс»       | НХЛ          | 18               | 1                | 3                | 4                | 20               | 7       | 0       | 1       | 1       | 0       |
| 2011–12      | «Піттсбург Пінгвінс»       | НХЛ          | 75               | 4                | 17               | 21               | 47               | 4       | 1       | 2       | 3       | 6       |
| 2012–13      | «Піттсбург Пінгвінс»       | НХЛ          | 40               | 4                | 10               | 14               | 12               | 15      | 0       | 2       | 2       | 11      |
| 2013–14      | «Піттсбург Пінгвінс»       | НХЛ          | 81               | 10               | 36               | 46               | 51               | 13      | 2       | 7       | 9       | 8       |
| 2014–15      | «Вашингтон Кепіталс»       | НХЛ          | 82               | 4                | 27               | 31               | 47               | 14      | 0       | 4       | 4       | 0       |
| 2015–16      | «Вашингтон Кепіталс»       | НХЛ          | 82               | 5                | 27               | 32               | 38               | 12      | 0       | 3       | 3       | 6       |
| 2016–17      | «Вашингтон Кепіталс»       | НХЛ          | 78               | 5                | 34               | 39               | 32               | 13      | 1       | 3       | 4       | 19      |
| 2017–18      | «Вашингтон Кепіталс»       | НХЛ          | 68               | 7                | 22               | 29               | 36               | 24      | 1       | 8       | 9       | 8       |
| 2018–19      | «Вашингтон Кепіталс»       | НХЛ          | 80               | 8                | 17               | 25               | 41               | 7       | 0       | 2       | 2       | 0       |
| Усього в НХЛ | Усього в НХЛ               | Усього в НХЛ | 881              | 64               | 259              | 323              | 460              | 125     | 5       | 35      | 40      | 68      |

### Збірна
| Рік                | Команда            | Турнір             | Місце              | І  | Г | П | О | ШХ |
| ------------------ | ------------------ | ------------------ | ------------------ | -- | - | - | - | -- |
| 2006               | США                | МЧС                | 4-е                | 7  | 0 | 0 | 0 | 6  |
| 2009               | США                | ЧС                 | 4-е                | 9  | 1 | 2 | 3 | 2  |
| 2016               | США                | КС                 | 7-е                | 3  | 0 | 0 | 0 | 0  |
| Молодіжна збірна   | Молодіжна збірна   | Молодіжна збірна   | Молодіжна збірна   | 7  | 0 | 0 | 0 | 6  |
| Національна збірна | Національна збірна | Національна збірна | Національна збірна | 12 | 1 | 2 | 3 | 2  |